# ブルーハーツが聴こえる
『ブルーハーツが聴こえる』（ブルーハーツがきこえる）は、2017年公開の日本のオムニバス形式の映画。

## 概要
6人の監督による、ロックバンドTHE BLUE HEARTSの楽曲をテーマとした6作品によって構成され、出演は尾野真千子、市原隼人、斎藤工、優香、永瀬正敏、豊川悦司など。SF、青春、キッズといった多様な分野の作品が集まる。
2015年のTHE BLUE HEARTS結成30周年をきっかけに2014年に制作が開始されたが、資金難に陥り、クラウドファンディングで劇場公開に必要な資金の一部を募集した。劇場公開以前にもゆうばり国際ファンタスティック映画祭などの映画祭で一部の短編が上映されている。

## ハンマー（48億のブルース）

### ストーリー
同棲して3年になる彼氏の浮気現場を目撃した後藤一希は職場でも様子がおかしくなってしまう。彼氏を責める事もできない彼女は自分に対して苛立を覚え、決着を付ける事を決意する。

### キャスト
- 後藤一希（尾野真千子）
- 久保力（角田晃広）
- 佐野結（萩原みのり）
- 相川奏（伊藤沙莉）

## 人にやさしく

### ストーリー
刑務所惑星を目指す囚人の護送船は流星群に襲われる。帰還が困難になったパニック状態の中で僅かな生存者の一人である凶悪な囚人が暴挙に打って出る。

### キャスト
- 男（市原隼人）
- 女（高橋メアリージュン）
- 弟（浅利陽介）
- 兄（加藤雅也）
- 看守（瀧内公美）
- 老紳士（西村雅彦）

## ラブレター

### ストーリー
脚本家の大輔は自らの高校時代を書いていると高校時代へタイムスリップしてしまう。当時片思いをしていた美少女・彩乃に再会した大輔は彼女の運命を変えようとする。

### キャスト
- 池野大輔（斎藤工）
- 小松純太（要潤）
- 吉田彩乃（山本舞香）

## 少年の詩

### ストーリー
1987年のとある団地。健は母親と喧嘩し、一人誕生日を迎えようとしている。テレビに映し出される憧れの特撮ヒーローの姿もむなしく感じる健は重大な秘密を抱える。そんな彼にプレゼントが届き、同封のカードを目にした健は走り出す。

### キャスト
- 石川ユウコ（優香）
- 石川健（内川蓮生）
- 永野昭司（新井浩文）

## ジョウネツノバラ

### ストーリー
最愛の女性を亡くした永瀬は、葬儀の後に車椅子に載せて彼女の遺体を奪い去る。喪失感にとらわれたままの彼は。

### 出演
- 永瀬正敏
- 水原希子

## 1001のバイオリン

### ストーリー
福島の原子力発電所の作業員だった達也は地震と津波による原発事故で福島を離れる。家族が東京での新しい生活に慣れて行く中で達也はそれを受け入れきれない。ある日、後輩の安男が達也を訪ねる。福島に残された飼い犬を連れ戻しに行くという達也に、安男は同行する事を決める。

### キャスト
- 秋山達也（豊川悦司）
- 秋山絵里子（小池栄子）
- 安男（三浦貴大）
- 秋山杏奈（石井杏奈）
- 秋山圭吾（荒木飛羽）

## 製作
2014年の秋に2015年のTHE BLUE HEARTS結成30周年を記念して制作が始まる。しかし、2015年に各作品の完成間近にして制作幹事会社が解散、6作品の制作会社が異なることもあって事態が複雑化し、劇場公開ができない状態に陥る。その後、2016年2月26日に上映されたゆうばり国際ファンタスティック映画祭を皮切りに、したまちコメディ映画祭in台東、台湾高雄映画祭、ハワイ国際映画祭、ラヂオもりおか音楽映画祭で取り上げられる。特にゆうばり国際ファンタスティック映画祭の特別上映では映画ファンとTHE BLUE HEARTSファン双方の観衆を集め、立ち見が出るほどであったとされる。それでもなお資金不足は継続していたため、Makuakeを用いたクラウドファンディングで劇場公開に必要な資金の調達を行い、最終的に1200万円を超える資金を集め、2017年4月8日の劇場公開に至る。本編の合計時間は159分だが、上映時は総合エンドロールなどが加わり164分となっている。